# Mycetophila cordillerana
Mycetophila cordillerana är en tvåvingeart som beskrevs av Duret 1985. Mycetophila cordillerana ingår i släktet Mycetophila och familjen svampmyggor. Inga underarter finns listade i Catalogue of Life.